# 跨性別
跨性別是指性別認同與出生時指定性別不同的人士。如果跨性別人士以醫學手段從一種性别转换到另一種性別，則有時會認同自己為變性人。「跨性別」是一個總稱：一般情况下包括性別認同與出生時的指定性別相反的人（跨性別男性、跨性別女性），有时也包括非二元性別或性別酷兒的人。其他跨性別的定义也包括属于第三性别的人，或者将跨性別概念化为第三性别。在某些情況下，這個術語也可能包括變裝或是變裝國王或是變裝皇后。跨性別這個術語在研究者之間並沒有統一的定義。
一名跨性別者的身份與其自身的性傾向無關。跨性別者可能会认为自己是异性恋者、同性恋者、双性恋者、无性恋者，也可能拒绝定义自己的性取向。此外，「跨性別」一詞與雙性人有所不同，雙性人描述的是天生具有「不符合男性或女性身體的典型二元概念」的生理性别特征的人。跨性別的对立詞則為順性別，其指性別認同或性別表現與其出生時的指定性別一致。由於對跨性別的定義不一，關於跨性別者的準確統計數據相差甚遠。在2021年加拿大在普查中收集跨性別者的數據之后，一些國家也如前者所做。一般來說，在全球范围内，只有少於1%的人是跨性別者，这一數據最小小于0.1%，最大至0.6%。
個人對於外表的感覺良好和舒適而且接受其性別認同的情況則稱為「性別一致」（transgender congruence）。但实际上許多跨性別者經歷性別不安，其中一部分会寻求医疗手段，如性别肯定激素治疗（GAHT）、性別重置手術（SRS）以及心理治療（需要注意的是，心理治療可能無法改變跨性別人士的性別認同）。不是所有跨性別者皆渴望接受這些治療，也有些則因為經濟或醫学方面的原因而無法接受之。
大多數跨性別人士在工作及公共場所和在醫療機構问診時遭歧視。許多地方的法律没有阻止此一情況發生的條文。

## 術語及定義

美國人Holly Boswell設計的跨性別象徵符號（⚧），結合了雄性與雌性的星相符號。

哥倫比亞大學醫學院精神科醫師約翰·F·奧利文（John F. Oliven）在其所著並於1965年出版的參考書《性衛生與病理學》（Sexual Hygiene and Pathology）中首次提出了「transgender」此一用語，並指出以前所使用的用語「transsexualism」（易性症、變性慾症）「是具有誤導性的，因為性本身不是跨性別的一個重大影響因子」。跨性別一詞因可与「變性人」（transsexual）和「易裝癖」（transvestite）區分，故得到廣泛推廣。相關推廣者包括易裝愛好者雜誌《Transvestia》的主编弗吉尼亞·普林斯，其於該雜誌的1969年12月號中推广此一用語。在1970年，人們普遍使用「trans-gender」和「trans people」作為兩個适当的總稱，並使用「transgenderist」一詞代指没有接受性別重置手術的跨性別者。至1976年，跨性別者在教材中會被縮寫為TG。
到了1984年，「跨性別群體」（transgender community）作为一种概念已经已發展起來，该用詞當中的跨性別也是一個總稱。阿爾斯特大學的理查德·艾爾金斯（Richard Elkins）於1985年建立了「跨性別檔案」（Trans-Gender Archive）。1992年的跨性別法律和就業政策國際會議（International Conference on Transgender Law and Employment Policy）將跨性別定義為一個總稱，當中包括「變性者、跨性別者和易裝者等」。費雷思所著並於1992年發表的小冊子《跨性別解放：時機經已成熟的運動》（Transgender Liberation: A Movement Whose Time has Come）把跨性別定義為任何性別表現與社會規範衝突的统合術語；並認为其已成为酷兒的同義詞。
跨性別男性這個術語指的是從女性转换到男性的男性，跨性別女性是指從男性轉換到女性的女性。跨性别者们往往希望他们的性别认同受到尊重。衛生專業人員手冊、專業新聞風格指南和LGBT擁護組織建議其他人採用跨性別者自我認同的姓名和人稱代詞，提及跨性別人士的過去时亦同樣如是，当中許多亦建議在英語中「Transgender」不應当作名詞，而應当作形容詞使用；同时也指出「Transgender」不應在结尾加上「-ed」，變成「transgendered」。
性別認同與其出生時的性別指定相符，同时不是性別酷兒或性別非二元者的人則稱作順性別者。
在相当一部分国家，跨性别者通常仍然被以指定性别及其对应期望对待，或者是在进行性别重置手术后才会被以他们认同的性别对待，这一点一般在社会性别认定上表现得很显著。部分对跨性别者缺乏了解或者恐跨的人可能会无视跨性别者的性别认同，将跨性别者视作其指定性别、或不男不女、第三性、性别酷儿对待，此舉是对跨性别者不尊重的表现，否定了他们的自我认同。

### 變性及其与跨性別的關係
在中文语境中，当在性别这一语境下使用“变性”一词时，一般指性別肯定手術，有时也可指性别肯定激素治疗或其它改变性别特征的手段。英文中的「transsexual」一词一般被认为是名词，通常翻译成“變性人”，但该中文词汇与英文原意略有不同，中文的“變性人”更倾向于指完成了性別肯定手術的个体。
「transsexual」一词于1949年被戴維·奧利弗·考爾德韋爾引入至英語，並於1966年得到哈里·本傑明推廣，相近於跨性别「transgender」一詞的提出和推廣時間。自1990年以來，「transsexual」群体一般用於形容跨性別群體下面的一個子分類，「transsexual」是指想把性別永久過渡至跟他們的性別認同一致，並為此尋求醫療援助的人們。
跨性別和「transsexual」之間一般依據社會性別（心理及社會性的性別）和生理性別的差異來作區別。因此，變性可以說是較注重於生理層面的性別；而跨性別則較着重於心理性別傾向和性別角色。。許多跨性別人士更喜歡以跨性別者來自稱，並抗拒以「transsexual」或“变性人”自稱。比如美國跨性別女性克里斯汀·約根森於1979年公開拒絕承認自己為「transsexual」，而用跨性別者自稱，並說道：「性別不是與床伴有關，而是與身份有關」。因此跨性別實際上更关注心理上或者说是社会身份上的性別認同，而非生理特征，变性则更加强调生理特征的改变。尽管「transsexual」一般被认为是跨性别的一个子分类，但类似于一部分采取了医学性别过渡手段的跨性别群体抗拒别人称呼自己为“transsexual”或“变性人”一样，也有一些「transsexual」群体反對將自己列入跨性別此一總稱中。
人類學家戴維·瓦倫丁（David Valentine）在其2007年的著作《跨性別：一個分類的民族志》（Transgender, an Ethnography of a Category）中指出，跨性別一詞是由運動人士（activist）創造出來的，但其定義範圍包括許多不認同自身为跨性別者的人。隨後他亦指出不應把不認同自己為跨性別者的人納入跨性別光譜中。費雷思表示，對於一些人來說，他們認為跨性別並不是一個適用於自身的自我認同，而更像是為了某些人為了理解某些人而設立的一種分類。。然而，波士頓fenway health公司的跨性別者健康計劃對以上此一說法提出了質疑；其指出，跨性別一詞並沒有普遍得到接受的定義，且人們很容易就对此詞產生混淆，因為在21世紀之交流行的用詞現在看來可能具有冒犯性。該計劃建議臨床醫师詢問求診者对哪个用詞較为滿意，並避免使用變性者此一用詞，除非他們確定求診者對此感到滿意。
哈里·本傑明開發了一套適用於跨性別者和異裝者的分類系統，該分類系統稱為本傑明量表，當中他根據易裝的原因和是否急需進行性別重置手術來把跨性別者和異裝者分為六類。本傑明認為中等程度的「真正跨性別者」需要補充雌激素或睾酮來進行「初步性的手術或代替手術」；包括米里亞姆·里維拉在內，一些人儘管符合本雅明對「真正的跨性別者」的定義，但又不希望進行性別重置手術。此外也有儘管接受了性別重置手術，但又不符合「跨性別者」的定義的例子，比如格雷戈里·海明威。

## 相关身份及其行为
跨性別的其他子類别（有争议）包括性別酷兒或非二元性別者、變裝者或異裝癖者、變裝國王或變裝皇后，以及雙性人。

### 性別酷兒（包括雙性性格者、双性别者）
性別酷兒或非二元性別者的認同不完全歸屬於男性或女性。他們可以是無性別者、雙性性格者、双性别者、泛性别者、流體性別者，他們的存在跟順性别主義（假定所有人皆是順性別的信條）相違背。双性别和雙性性格是兩個有所重疊的類別：双性别者被認為是性別身分在男性和女性角色之间流動（流體性別），或者認為自己既是男性又是女性（雙性性格）；雙性性格者則可能類似地認為自己是無性別或超越性別的（後性別、無性別者）、處於兩性之間（中性）、在各種性別之間流動（流體性別），或同时表現出多種性別（泛性别者）。「雌雄同體」在醫學上有時会被用作雙性人的同義詞。非二元性別者的性別認同獨立於性傾向。

### 變裝者或異裝癖者
變裝者或異裝癖者會穿着被視為「與他們出生時的指定性別相反」的服裝。「異裝」一詞跟「變裝」屬同義，儘管「變裝」一詞在使用情形上更為普遍。不過「變裝」在相關文獻中並沒有完整的定義。加拿大约克大学哲學系教授邁克爾·吉爾伯特（Michael A. Gilbert）則把變裝者定義為：「有著明顯的性別認同且與其出生時的生理性徵相同的人，但因為那是異性的服裝而選擇穿着之。」這個定義不包括「因其他原因而穿異性服裝」的人，例如扮演異性角色的演員、出席化妝舞會的男女。變裝者可能但不一定會模仿異性的行為或習俗，且一般不會想在醫學上改變自己的身體。大部分變裝者認同自己為異性戀者。

### 變裝國王或變裝皇后

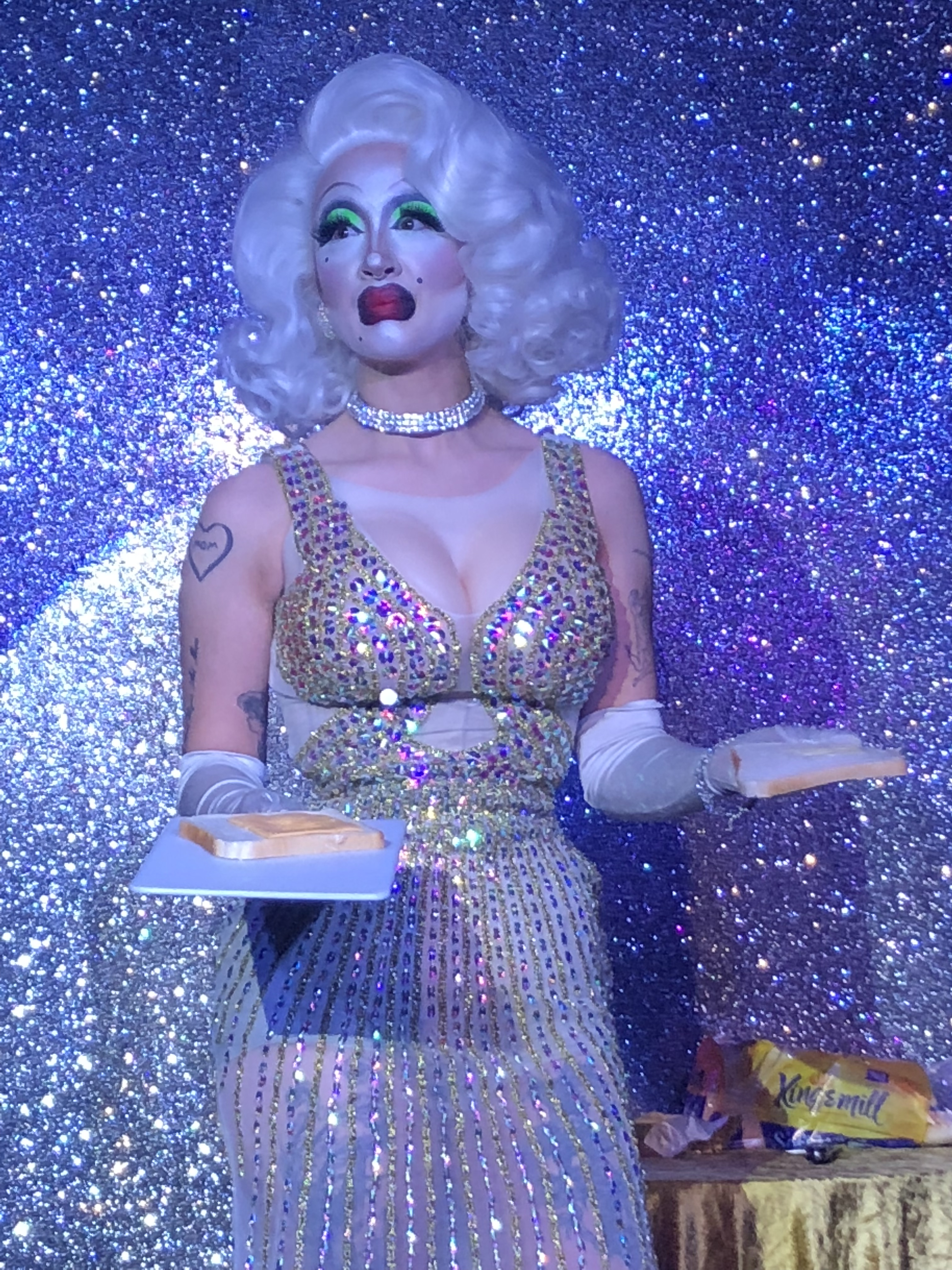
一位變裝皇后表演者

「Drag」此一用詞是用於形容在特殊場合男扮女装或女扮男装的人士，他們的變裝原因跟跨性別者或變裝癖者不同，只是單纯为了表演或娱樂而變裝。除了服裝和化妝之外，他們的相關表現還可能包括行為上的轉變。以娱乐为目的的男扮女装或女扮男装可能會較為夸张、惹人發笑，以至使人認为当事人是怪誕的。變裝皇后被第二波女性主義支持者認為是「对女性的諷刺」。變裝藝人在LGBT文化中具有一定的歷史。
變裝皇后是指以娱乐为目的的男扮女装；變裝國王則是指以娱乐为目的的女扮男装；人造皇后（faux queen）是指女性對「變裝皇后」的模仿表現。儘管現實中的變裝表演者並不一定是跨性別，但是擁有不同的原因而去選擇扮演各種各樣的性別與情慾。一些表演者、變裝癖者和同性戀群體已經接受了一个由色情作品衍生出來的用語——「Tranny」去形容扮演變裝皇后或因其他原因而進行變裝的人，然而這個詞一旦套用於跨性別人士身上，便會惹來普遍的反感。

### LGBT群體
性別認同和跨性別認同這兩個概念跟性傾向不同。性傾向是指一個人對男性、女性或兩性產生的持久情感，喜愛、愛情或性吸引的現象。而性別認同則是指一個人認同自己是男性还是女性。跨性別者的性傾向和順性別者差不多。異性恋和同性恋這兩個標籤在以前是錯誤地根據跨性別者出生時的性別指定而下的。許多現今的專業文獻会使用像「認為男性擁有吸引力」、「認為女性擁有吸引力」、「認為兩性皆有吸引力」或「兩性皆无吸引力」般的用語去形容一个人的性傾向，而不考慮其性別認同。治療師正逐漸意識到他們在用詞上有必要尊重客戶的性別認同和性傾向。例如某人出生時的性別指定为男性、自我認同为女性，並認为男性擁有吸引力的話，那么她仍屬異性恋者。
儘管性取向和性別認同之間存在區別，但縱觀歷史，同性戀和雙性戀的亚文化往往是唯一接受性別多元者的地方，因此他們對同性戀和雙性戀的亚文化存有歸屬感，此一情況在法律嚴格限制跨性別者的权利时尤其明顯。兩者互相接受的歷史具有一定的復雜性。西方社會的同性戀群体就像世界其他地方一樣，直到1970年才普遍區分生理性別和性別認同，而且在此以前經常將性別多元者視為同性戀者。現今跨性別者群体的成員一般都会跟女同性戀者、男同性戀者和雙性戀者一起參與LGBT權利運動。此外跨性別群体在LGBT權利史上所扮演的角色经常遭到忽视。

## 醫療保健
需要注意的是，现在通常认为跨性别并不是一种疾病（但在除伊朗以外的大多数伊斯兰国家不承认跨性别者的身份，仍然以过时的“性别认同障碍”来诊断跨性别者），也不是一种个人选择（无论顺性别者还是跨性别者通常都无法选择自己的性别认同），更不是可以凭借当事人意志坚持或放弃的癖好及兴趣。

### 精神醫療
大多數精神衛生專業人員建議治療性別認同與其出生時指定的性別角色不同時所引起的痛苦，特別是當事人想從一種性別過渡到另一種性別的情況。因性別認同與他人期望不同，或是因性別認同與生理性徵衝突而产生痛苦的人，皆可以通過深入地說出他們的感受而獲益；然而對性別認同的心理學研究以及對這一現象的科學認識仍是剛剛起步。
有關对像性別不安般的診斷準確性及其會否在即將出版的ICD-11中出現仍存有爭議。法國於2010年通過法令，取消了性別認同障礙的診斷。丹麥議會亦類似地於2017年取消了F.64：性別認同障礙的診斷。DSM-5將性別認同障礙更名为性別不安，強化跨性別不被視為精神疾病的觀念。
跨性別者只有在「因其而產生困擾或影響身心功能」时才符合性別不安的診斷标準。這種痛苦遭稱為性別不安，其可能的表現為情緒低落、無法工作、不能跟他人打好關係。此一診斷经常遭誤解作所有跨性別者皆患有性別不安；不論跨性別者、批評者还是肯定者，皆可能因此一曲解而感到困惑。只要跨性別者對性别感到满意并且不会因性別認同而產生困擾或影響身心功能，那麼其就不符合性別不安的定義。而且性別不安不一定是永久性的，並可通過治療或性別轉換來得以解決。因他者的消極態度和行為而產生的壓迫感亦不會直接使跨性別者符合性別不安的診斷標準。性別不安的出現並不意味着跨性別本身是不道德的；心理學权威認為，存有任一精神或情緒問題的人皆不應受到社會污名。性別不安的治療目標是減輕當事人的困擾及使身心功能回復正常；一般的治療方法為改變当事人的生理性徵至另一性別。
精神健康相關的從業者在臨床培訓時，通常不會接觸處理上述情况时所需要的相關信息，以致大量的從業者在处理相关个案时欠缺準備功夫。許多精神衛生保健提供者對跨性別問題知之甚少，以至尋求專業人士幫助的跨性別者在得不到任何幫助之餘，还反过來教育那些專業人士。並使「改變生理性徵至另一性別」成為他們能提供的最佳意見——這對於真正想變性的人而言一般是有益处的，但對於其他类型的跨性別者來說則不是解決方案，比如不特别認同自己是男性还是女性的性別酷兒。不論性別酷兒最后的選擇進行性別轉換还是不進行，治療師皆應对他們的選擇進行支援，此外治療師還應就着性別認同和外观不一致此一問題尋求解決方法。
儘管從業者日漸意識到缺乏相關的臨床培訓並願意改善，但是關於跨性別人士在精神健康方面所面對的具體問題的研究仍主要聚焦於診斷和臨床醫生的經驗，而較忽略跨性別客戶的體驗，且治療方案並不總是根據跨性別者的精神健康需要而制定。在《變性者、跨性別者和非性別常規者的健康照護準則》第七版（SOC）出版之前，當事人必須被診斷出患有性別認同障礙后才可進行荷爾蒙補充療法或性別重置手術。新版本的内容相对較不关注診斷本身，並強調了靈活變通的重要性，以滿足變性者、跨性別者和非性別常規者的各種保健需求。
尋求精神衛生服務協助的原因因人而異。跨性別者尋求相關治療也不一定意味著他們在性別認同上出現了問題。因應付社会污名和跨性別恐懼者的批評指責而生的情緒壓力会促使跨性別者尋求精神健康方面的治療，为的是改善生活質量，正如一位跨性別女性所反映的那樣：「跨性別人士會去找一位治療師協助，但是他們的大部分問題治療師都束手無策，尤其在變性後。出現这种情況的原因在於他們不得不隱瞞和撒謊，且需承受罪惡感和羞恥感。這種感覺通常會不幸地持續數年！」許多跨性別者因需承受社会污名而變得抑鬱和焦慮，並为此尋求治療；一些跨性別人士向治療師強調了其性別認同的重要性，以便探討其他生活質量問題。也有些人后悔進行了性別重置手術並渴望「去性別轉換」。
導致跨性別人士的心理健康體驗受損的問題至今仍然存在。一名被心理學研究生課程錄取的跨性別男性指出了現代臨床培訓的主要關注點：「大多數人可能對跨性別這個詞很熟悉，但認識也僅限於此......我不認為我接受過任何臨床課程的正式相关培訓......亦不認为大多數治療师了解如何作出應对......大多數擁有碩士或以上水平的治療師都上过關於LGBT問題的多元化課程——一個多樣性很大的培訓班。內容基本圍繞著同性戀者的生活方式。」許多健康保險政策不把與變性相關的治療纳入保險範圍內。許多人只能得到很少或根本没有的经濟支援。以上情況引起了对大多數治療師欠缺处理跨性別人士个案的培訓的擔憂，並使客戶的財務壓力增加，繼使他們得不到他們所需的治療。許多處理跨性別人士个案的臨床醫師只接受过关於性別認同的一般培訓，但近來已有关於处理跨性別人士个案的入門培訓提供，以幫助消除障礙並提高服務水平。
自從多倫多市成癮與精神健康中心的肯尼斯·朱克和雷·布蘭查德宣佈擔任DSM-V的性與性別認同障礙工作組成員後，易裝者和跨性別者在心理學上的分類變得更为複雜。多倫多市成癮與精神健康中心旨在治好跨性別者的「跨性別」本身；此一宗旨令跨性別者群體感到震驚和憤慨。法國於2010年2月通過法令，成為世界上第一個從精神疾病名單剔除性別認同障礙的國家。
威廉姆斯研究所（加州大学洛杉矶分校的智囊機構）於2011年進行的一項研究發現，41％的跨性別人士曾企圖自殺；曾遭受過住房或醫療保健方面的歧視、騷擾、家人
拋棄以及性侵犯的跨性別人士的企圖自殺率更高。

### 身體醫療
對於跨性別者，存在著醫療和外科手術，不過大多數人都不知道有這些醫療方法。男性化激素疗法包括誘導鬍子生長，並使皮膚、頭髮、聲音和脂肪分佈變得男性化。女性化激素疗法則將脂肪分佈和乳房變得女性化。雷射脫毛或電解法可為跨性別女性除去多餘的毛髮。跨性別女性手術可使聲音、皮膚、臉部、喉結、乳房、腰部、臀部和生殖器女性化。跨性別男性手術將胸部和生殖器男性化，並割除子宮、卵巢和輸卵管。術語「性別重置手術」（SRS）用來專指生殖器手術。術語“性別轉換療法”（SRT）則用來作為跨性別身體醫療行為的總稱。“變性”一詞被批評過度強調手術，而“性別轉換”則較為中立。這些程序的適用性取決於性別不安的程度，和當地司法管轄範圍內的護理標準。
跨性別男性若未進行子宮切除術並且服用睾丸酮，則罹患子宮內膜癌的風險增加，因為體內睾丸酮產生的雄烯二酮可以轉化為雌激素，而外部雌激素是子宮內膜癌的風險因子。
瑞典一研究顯示指出性别重置手术能緩解性別不安，但不能完全解決，要求加強手術後護理。

### 跨性別者的性傾向
美國國家跨性別平權中心的《國家跨性別歧視調查》（National Transgender Discrimination Survey）成功調查了27,715名跨性別者和性別酷兒。當中21%指出「酷兒」是对他們性傾向的最佳描述，18%自認为「泛性恋」，16%自認为「男同性恋」、「女同性恋」或「同性愛」，15%自認为「直的」，14%自認为「雙性戀」，最後10%自認为「无性戀」。

### 去性别转换
去性别转换指的是停止或逆转性别重置手术或性别转换。关于反性别转换的正式研究数量很少，质量存在争议，并且在政治上具有争议。关于反性别转换发生率的估计因不同而异，从少于1%到高达13%不等。接受性别重置手术的人反转换或后悔的比率非常低。
2015年的美国跨性别调查收集了来自27,715名自我认同为“跨性别、跨、性别酷儿、[或]非二元”的个体的回答，发现8%的受访者报告了某种反性别转换经历。 “大多数反转换者只是暂时反转：62%的反转换者报告他们目前生活在与出生时被认为的性别不同的性别中。”反性别转换与出生时被指定为男性、非二元性别认同和双性恋取向等人群相关。只有5%的反转换者（或总受访者的0.4%）报告称他们之所以反转换是因为性别转换“不适合他们”；82%引用了外部原因，包括来自他人的压力、转换的困难和歧视。“被指定为男性出生的父母压力是最常见的反转换原因（36%）。”

## 跨性別運動員
跨性別運動員在其進行性別轉換抑或服用荷爾蒙時是否會使其具有運動優勢的议题尚有爭議。一項於2017年發表的系統綜述指出：「目前沒有直接或一致的研究证明跨性別男性或跨性別女性在其性別過渡的任何階段具有運動優勢，包括已经接受了跨性別激素療法、性別重置手術的跨性别者。（屆時）對跨性別者施加限制的競技體育政策需要被重新考量或需要被修改。」但有瑞典研究指出，女跨男經過荷爾蒙治療後，肌肉量、股四頭肌的截面積增加了15%、肌力增加了12％。对于男跨女方面，其肌肉量減少5%、股四頭肌截面積減少4%、肌力整體沒有降低，且男跨女的睪固酮濃度低於國際奧委會訂定的標準。美國空軍在2020年的研究亦發現，男跨女在接受兩年的荷爾蒙治療之後依然佔有優勢。不過，美國空軍的研究其實顯示跨性别女性在接受了兩年荷爾蒙治療後，在俯臥撑和仰臥起坐兩樣項目（兩項測試皆涉及肌肉力量、技術、肌肉耐力和心血管耐力的測驗，並且「可能是在許多團隊運動得勝的重要指標」）的表現與順性别女性「公平地一致」；至於在1.5英里（約2.41公里）的長跑項目中，跨性别女性的長跑能力亦因荷爾蒙治療不斷下降，但即使接受了兩年荷爾蒙治療後，其仍比順性别女性快12%，主要緣於順性别女性和跨性别女性所接受的訓練強度存在差异，又由於順女運動員之間的身體素質本就不均，跨女與她們的均差不一定代表两者的不公平性。
2024年在《英國運動醫學雜誌》發佈的一篇斷代研究表示，在比較75位不同性別認同的運動員在實驗室內測量有關力量、爆發力和最大攝氧量的表現後，發現跨性別女性運動員在1秒鐘用力呼氣量指標（用力肺活量比、跳躍高度和相對 V̇O2最大值）方面表現低於順性別女性；不過，跨性別女性運動員表現出比順性別女性更高的絕對握力，但沒有發現两者的去脂體重和手部大小存在差異。
而且，該項研究根據其結果和過往研究，總結表示需要再做更多縱向研究來確認這些結果內的差異是否由性別肯定激素疗法直接造成；此外就不同體育項目做更多專門研究，以對是否實施禁止跨性别運動員出賽之政策提供資訊。
2025年2月5日，美国总统唐纳德·特朗普在美国国家女子体育日当天签署行政命令，禁止出生时生理性别为男性的跨性别运动员参加女子体育赛事。

### 參賽條件
依據國際奧林匹克委員會2003年的指引，改變性別的運動員，不論是跨性别女性或跨性别男性，都必須在完成性別重置手術後接受兩年荷爾蒙治療，才有資格參加比賽。
2016年1月，國際奥委会發佈的新版指引取消手術要求。跨性别男性運動員可在沒有限制的情況下參加男性比賽，跨性别女性運動員則需滿足4項要求：公开聲明其女性性別认同；在首次參賽前至少一年時間裏將睪丸素維持在12 nmol/L 以下；在獲得參賽資格期間內將睪丸素維持在10 nmol/L 以下；在被測試時維持同樣的水平，若無法達到要求，該運動員將在12個月內無法參加女性比賽。

### 知名案例
莉亞·湯馬斯是美國一名男跨女游泳選手，曾於宾夕法尼亚大学男子隊參加3年的比賽。她於2021年11月加入女子隊後的首次比賽便引發爭議。尽管她已遵守美國國家大學體育協會（NCAA）規定的完成一年的睪固酮抑制治療才得以參賽，但她在200公尺自由式、500公尺、1650公尺3項比賽都以驚人成績打破學校紀錄，而500、1650公尺項目中，更是分別領先第二名38秒、14秒。她又於NCAA隔年3月舉辦的一級大學聯賽500碼女子自由式決賽中奪金，分別以一秒和兩秒之差擊敗了曾在2020年東京奧運中奪銀的韋安特、蘇利文兩人，不過離大會紀錄還有九秒鐘的差距。與莉亞·湯馬斯一同比賽的選手之一稱「跨性別運動員參加的每一項賽事，都是在整個比賽中，從生理女性身上奪走的一個名額」。
國際游泳總會針對此事，於2022年6月投票決定限制跨性別者參與女子組的游泳比賽，並為他們成立專門的比賽組別，以示對女性的公平及對跨性別的包容。
至於有關莉亞是否擁有「優勢」，一些批評者比較她由男子比賽轉向女子比賽前後的表現差别，聲稱進入女子比賽提高了她的整體排名。《游泳世界》的編輯表示，莉亞以前在男子 200 公尺自由泳比賽中排名第 554 位；500 公尺自由泳排第 65名；1650 公尺自由泳第 32 名；有評論稱其忽略了當時莉亞已在接受性别肯定激素疗法，可能因此降低她在男子泳賽的成績。奧運游泳金牌得主和女子體育行動主義者家南希·霍格斯黑德-马卡尔也注意到了這一點，指出莉亞在性别肯定激素疗法前的成绩與她之后的成绩之間的差異：她在500公尺泳賽的最佳成績比轉換前慢了5.6%，她的1,000公尺泳賽成績慢了7.5%，她的1,650公尺泳賽成績慢了7.2%，均比男女比賽之間通常存在的10-11%的差距要小；她更指出莉亞「從來都不是那種傑出的運動員」。但是，根據LGBT體育新聞網站OutSport的數據，NCAA男女記錄的差異因距離而異：200公尺為11.2%，500公尺為7.2%，1,650公尺為6%。前NCAA游泳運動員凱爾·索克威爾 (英語：Kyle Sockwell) 指出，莉亞在賓夕法尼亞大學男子游泳隊時就已是一名優秀的競技游泳運動員，而她的比賽時間沒有隨着荷爾蒙治療法「逐漸變短」，反而是反覆地上升，更意味著她，就像許多游泳運動員為了最大限度地提高成績所做的那樣，沒有在比賽前休息而減少她的訓練。

## 社会与文化关系

### 女性主義
女性主义中不同派别对跨性别者的看法不同，有些派别支持跨性别者及其权益，有些则否认。第三波和第四波女性主义者通常更支持跨性别人群并将其视作交叉女性主义运动的一分子。反对跨性别的立场的女性主义者多对于性别转换和性别肯定手术持批评态度，或不认同跨性别、不认同跨性别女性为女性，且希望将跨性别女性主义排除于女性主义之外。这类看法自第二波女性主义者和激进女性主义者珍妮斯·雷蒙德1979年《变性帝国》（英語：The Transsexual Empire）一书以来盛行。雷蒙德于该书中写道：「所有变性人都靠着将真实的女性形象化为区区人工制品，将女性的身体挪为己用......变性人仅仅是切除了入侵女性最明显的手段，使其看上去没有侵略性」，而且跨性别者应该「在道德上被禁止存在」。这类认为男女先天因其生理区别而本质不同，因此无论如何两者都不可能产生交换的看法叫做性别本质主义；。也就是说，性别本质主义者认为，跨性别女性不是真正的女性，跨性别男性不是真正的男性。近年来，激进女性主义中排斥跨性别者的人士常被称为排跨激女，即排跨激进女性主义者（英語：Trans-Exclusionary Radical Feminist）。这类女性主义者的观点如今被大多数女性主义者视为一种跨性别恐惧。
与性别本质主义相对的是社会建构主义（英語：social constructionism）。社会建构主义者批评性别本质主义，认为性别之间的不同基本上或完全上由社会建构和二元性别的社会规范导致。后建构主义女性主义者和女同性恋者朱迪斯·巴特勒于其《性别惑乱》（英語：Gender Trouble）和《身体之重》（英語：Bodies That Matter）两书中指出，将性别作为一种社会建构“暴力铭刻”于人的身体上是导致那些针对违背性别二元的人们的暴力的原因。《性别霍乱》一书中首次提出性别仅仅是一种表演而非本质，成为此后酷儿理论的根基之一。
而同时反对性别本质主义与社会建构主义的，则是跨性别女性主义。跨性别女性主义是女性主义和跨性别权益运动的交叉。生物学家和跨性别女性主义学者朱莉娅·塞拉诺于《Whipping Girl》一书中分析了媒体专注于跨性别女性的现象，讨论了媒体如何对跨性别女性涂口红、穿高跟鞋和穿裙子等典型刻板印象中的女性表达极感兴趣，却少有关注跨性别男性或非二元性别人士的事实。塞拉诺认为，媒体通过将女性气质本身展现为人造、虚假的，以解决跨性别女性的存在对于性别二元论中“女性”这一分类的威胁，使人认为跨性别女性进行性别转换仅为满足某种性癖。塞拉诺指出雷蒙德《变性帝国》一书，一方面视那些女性化的跨性别女性所展现的女性气质为对女性价值的贬低；另一方面，如果跨性别女性展现男性气质，则又会被雷蒙德认为是其并非真正女性的证据。综上，在雷蒙德这种相互矛盾的论点中，跨性别女性不论展现出女性还是男性气质都会被视为假女人。对于社会建构主义，跨性别女性主义者则认为其将性别过度简化。塞拉诺为此提出了“内在倾向模型”（英語：intrinsic inclination model）以解释社会性别与生物性别之间的关系。

### 各地民間反應
擁有逾百年歷史的日本私立女校日本女子大學，於2017年開始接受男跨女學生入學。
2015年，國際特赦組織香港分會禁止酷刑委員會於2015年的審議結論中亦提及現時跨性別人士事必須於完成整套性別重塑手術後，港府才會承認他/她們的跨性別身份；上述情況都會令跨性別人士受到長期的心理及生理傷害，委員會對此表示關注。委員會亦促請港府，採取立法及行政措施，尊重跨性別人士及雙性人的性別選擇，以及他/她們生理和心理的需要，包括無須他/她們完成整套性別重塑手術後才確認相應性別。2016年10月，沙田區威爾斯親王醫院跨專科診所啟用。
2017年5月，印度南部喀拉拉邦柯枝市（Kochi）的地鐵公司Kochi Metro僱用了23名跨性別者為員工打破傳統。
联合国通过调查并撰写了《中国跨性别者性别认同的法律承认—中国相关法律和政策评估报告》。
2016年底媒體傳出，《國家地理》破天荒以一名9歲跨性別兒童作為2017年1月份的封面，引起廣泛迴響。2017年1月底，美國男童軍總會宣布從即日起，不再以出生證明書作為性別證明，將以申請表上列明的性別，作為判別男童軍申請資格的依據，亦即容許跨性別男性兒童加入。
2017年2月，巴西跨性別女子丹達拉遭多人從公寓拖出，在眾目睽睽下，被毆打致死。這是巴西當月第五名被殺害的跨性別人士。

### 跨性别恐惧
有部份組織或個人反對跨性別，因LGBT中的跨性別有別於同性恋及双性恋，同性恋及双性恋不会改變社會的性別认同。反對者會把跨性別運動和同志運動连结。

#### 理由
- 跨性別者通常会有較严重的心理健康問題[149]
- 跨性别者第一性征仍未改變[150][151]
- 無完成性別重置手術的跨性别變相承認同性婚姻[150]（如烏克蘭、塞爾維亞、克羅埃西亞等國家，憲法禁止同性婚姻，但是卻允許不做手術就改變法律性別）
- 性解放[148]
- 跨性別男性能夠懷孕，改變傳統上只有女性可以懷孕的定義[152]
- 逆向歧視#基督教右派的「逆向歧視」說[[[Wikipedia:格式手册/链接#章節|錨點失效]]][153]
- 不必要地令學童對自身性別身份感混亂[154]
- 暂未完成性別重置手術的跨性別者使用符合自身认同性别的洗手間和更衣室，可能引发顺性别者对性侵害等问题的恐惧[148]
- 性別主觀化[152]
- 打破傳統社會接受的界線[155]
- 认可身心障礙[156]
- 基督教上，按照聖經，一個人不能擁有與出生時神所賦予不同的另外性別，反抗神對他們的創造[157]

#### 組織
- 明光社（香港基督教非政府組織）
- 香港性文化學會
- 美國兒科醫師學院[158]
- sexchangeregret（页面存档备份，存于）

## 法律
一些司法管轄權存在法律程序，允許個人改變其法定性別或姓名以反映其性別認同。對於這些程序的要求各不相同，從明確的正式性別轉換症診斷到性別認同障礙的診斷，以及醫生的指出個人性別轉換療法或確立非常規性別的證明。在1994年，DSM IV條目從“性別轉換症”改為“性別認同障礙”。在許多地方，跨性別在工作場所或公共場所的歧視不受法律保護。2011年2月發布的一份報告發現，90％的跨性別人群在工作中面臨歧視，失業人數是普通人口的兩倍，超過一半的人在試圖獲得公共服務時遭到騷擾或被拒絕。跨性別者群體的成員在醫療中心方面也遭受高度歧視。

### 跨性別權利
現時社會保守，跨性別者缺乏權利，跨性別是新興概念，跨性別權利是支持者現時正向社會爭取之處，反對者則反對跨性別擁有跨性別權利，保持原狀。跨性別權利是支持者和反對者的爭議之處，例如反對者反對跨性別生育，支持者認為沒問題。
性別認同和身分登記
身分登記包括護照、身份証和出世紙。
支持者認為最理想為無須任何生理治療及心理評估可改變身分登記，包括出世紙。反對者認為身分登記一定要根據二元生理性別不能改變。或需要完成完全性別重置手術後只可改身分証。有些國家有性別認同條例，如英國，可供跨性別者改變登記性別身分。另設第三性別構成其他爭議
跨性別婚姻
和同性或和異性結婚。
支持者認為如果跨性別可與其認同性別之異性結婚。若有同性婚姻，則不會有問題。反對者認為必須只能和原身性別異性結婚。香港變性人婚權案，裁決完成變性手術的人與異性別的人結婚。為免同性婚姻，中國法律禁止婚後變性。
跨性別領養
是否能申請領養，跨性別領養是否對被領養者有利，跨性別是否作為領養考慮因素。
支持者認為跨性別適合養育孩子。反對者認為跨性別不適合養育孩子。
跨性別生育
生理性別為女性，身份性別為男性，可以自然懷孕。
支持者認為跨性別可自我決定生育。反對者認為男性不可懷孕。女跨男不能懷孕。
跨性別行為
行為包括性别肯定激素治疗（GAHT）、使用他們認同性別更衣室及洗手間、使用他們認同性別稱呼、使用他們認同性別服務及組織和會藉、使用雙性服務及組織和會藉以他們認同性別看待、法津上以他們認同性別對待。
支持者認為能以新性別身份生活。反對者認為只能以原生性別身份生活、上洗手間。
跨性別治療
治療包括激素及手術治療。
支持者認為支持所有跨性別治療及政府資助。反對者認為反對所有跨性別治療及政府資助。
跨性別權利
與異性權利相等。
支持者認為以新性別對侍。反對者認為必須以原生性別對侍。
反歧視法
支持者認為能被正確名稱。反對者認為可自由稱呼。

## 組織与文化

### 出櫃
跨性别人士在选择何时，是否以及如何向家人，亲密朋友和其他人透露他们的跨性别身份方面各有各自的方法與時機。社會上的歧視和暴力（跨性别人群更可能成为暴力受害者的可能性高出28％）導致跨性别人群的出櫃可能令跨性别者感到敵意。害怕报复行为，例如未成年时被带离父母家庭，这是造成跨性别人直到成年后才会在家中出櫃的一个原因。父母困惑和缺乏对跨性别儿童的理解可能導致將跨性別想法視爲成長的一個階段或者通过利用精神卫生服务試圖改变孩子的性别身份，努力将他们的孩子變回“正常”。
互联网可以在跨性别人士即将出櫃的过程中发挥重要作用。一些人首先以网络身份出櫃，这为在现实世界中冒着社会公審的风险之前提供了虚拟和安全地出櫃經驗的機會。

### 跨性别社群及组织
- 香港
  - 跨性別同盟 （页面存档备份，存于）
  - 跨性別資源中心（页面存档备份，存于）
  - 跨樂園交友平台
  - 香港彩虹（页面存档备份，存于）
  - 性別認同及性傾向小組（页面存档备份，存于）
  - 消除歧視性小眾諮詢小組（页面存档备份，存于）
- 臺灣
  - 臺灣TG蝶園
  - 臺灣性別不明關懷協會
  - 跨性別倡議站
- 中國大陆地区
  - 環跨中國（页面存档备份，存于）
  - 跨儿中心 （页面存档备份，存于）
  - 北京同志中心（页面存档备份，存于）
  - 跨性别人生（页面存档备份，存于）
  - 多元性别中文数字图书馆（页面存档备份，存于）
- 美国
  - L.A. LGBT center
- 加拿大

## 媒體形象

#### 電影
- 《亂世浮生》（英國 1992年）
- 《玫瑰少年》（比利時 1997年）
- 《男孩別哭》（美國 1999年）以跨性别男性布兰登·蒂纳的真实故事改编。
- 《人妖打排球》（泰國 2000年）1996年一個大半由男同性戀與變性人組成的排球隊（外號「鐵娘子」）贏得全國排球大賽冠軍的故事。
- 《人妖打排球續集》（泰國 2003年）
- 《蒂蕾茜亚》（法國 2003年）
- 《美麗拳王》（泰國 2003）泰國有名的變性女人泰拳冠軍帕莉亞的真實故事改編。
- 《艷光四射歌舞團》（台灣 2004年）基隆一位是道士也是異装皇后的角色的愛情故事。
- 《窈窕老爸》（美國 2005年）美國一位還未動手術的MtF變性女人與兒子相處的故事。
- 《肥皂》（瑞典/丹麦 2006年）
- 《秀色》（中國 2006年）
- 《丹麥女孩》 （美國 2015年）
- 《當他們認真編織時》 （日本 2017年）
- 《阿莉芙 ALIFU,THE PRINCE/SS》 （台灣 2017年）
- 《普通女人 Una mujer fantástica》 （智利 2017年）

#### 文学作品
- 《药娘的天空》（中国）[169]

#### 游戏
- 《恋爱绮谭~不存在的夏天~》（中国 2020年）

## 外部連結
- .   [2022-08-31]. （原始内容存档于2022-08-31）.
- .   [2017-03-23]. （原始内容存档于2017-03-23）.
- Gender Empowerment 性別空間（页面存档备份，存于）
- .   [2016-04-09]. （原始内容存档于2016-03-14）.
- .   [2017-03-22]. （原始内容存档于2017-05-21）.
- .   [2017-03-22]. （原始内容存档于2017-04-17）.
- .   [2017-06-11]. （原始内容存档于2017-06-17）.
- .   [2017-06-11]. （原始内容存档于2017-05-24）.
- .   [2017-06-11]. （原始内容存档于2017-08-07）.
- .   [2017-03-23]. （原始内容存档于2016-10-02）.
- .   [2017-06-11]. （原始内容存档于2017-08-18）.
- .   [2017-06-11]. （原始内容存档于2017-08-07）.
- .   [2017-08-04]. （原始内容存档于2017-02-18）.
- .   [2022-07-11]. （原始内容存档于2022-07-11）.
- .   [2022-07-11]. （原始内容存档于2022-07-11）.
- .   [2022-07-24]. （原始内容存档于2024-11-20）.
- .   [2024-11-28]. （原始内容存档于2024-12-03）.
- .   [2024-11-28]. （原始内容存档于2024-11-28）.

### 文獻
1. ↑  Ashley, Florence; Brightly-Brown, Shari; Rider, G. Nic. . Nature. 10 June 2024, 630 (8016): 293–295. Bibcode:2024Natur.630..293A. PMID 38858484. doi:10.1038/d41586-024-01719-9  （英语）.
2. ↑  Altilio, Terry; Otis-Green, Shirley. . Oxford University Press. 2011: 380  [April 12, 2016]. ISBN 978-0199838271. （原始内容存档于2016-12-01）. Transgender is an umbrella term for people whose gender identity and/or gender expression differs from the sex they were assigned at birth (Gay and Lesbian Alliance Against Defamation [GLAAD], 2007).
3. 1 2  Forsyth, Craig J.; Copes, Heith. . Sage Publications. 2014: 740  [April 12, 2016]. ISBN 978-1483364698. （原始内容存档于2016-12-01）. Transgender is an umbrella term for people whose gender identities, gender expressions, and/or behaviors are different from those culturally associated with the sex to which they were assigned at birth.
4. ↑  Berg-Weger, Marla. . Routledge. 2016: 229  [April 12, 2016]. ISBN 978-1317592020. （原始内容存档于2016-12-01）. Transgender: An umbrella term that describes people whose gender identity or gender expression differs from expectations associated with the sex assigned to them at birth.
5. 1 2 3 4  Thomas E. Bevan, The Psychobiology of Transsexualism and Transgenderism (2014, ISBN 1-4408-3127-0), page 42: "The term transsexual was introduced by Cauldwell (1949) and popularized by Harry Benjamin (1966) [...]. The term transgender was coined by John Oliven (1965) and popularized by various transgender people who pioneered the concept and practice of transgenderism. It is sometimes said that Virginia Prince (1976) popularized the term, but history shows that many transgender people advocated the use of this term much more than Prince."
6. 1 2  R Polly, J Nicole, Understanding the transsexual patient: culturally sensitive care in emergency nursing practice, in the Advanced Emergency Nursing Journal (2011): "The use of terminology by transsexual individuals to self-identify varies. As aforementioned, many transsexual individuals prefer the term transgender, or simply trans, as it is more inclusive and carries fewer stigmas. There are some transsexual individuals [,] however, who reject the term transgender; these individuals view transsexualism as a treatable congenital condition. Following medical and/or surgical transition, they live within the binary as either a man or a woman and may not disclose their transition history."
7. 1 2  Gay and Lesbian Alliance Against Defamation. "GLAAD Media Reference Guide – Transgender glossary of terms" （页面存档备份，存于）, "GLAAD", USA, May 2010. Retrieved 2011-02-24. "An umbrella term for people whose gender identity and/or gender expression differs from what is typically associated with the sex they were assigned at birth."
8. ↑  Bilodeau, Brent. . Journal of Gay & Lesbian Issues in Education. 2005, 3 (1): 29–44. S2CID 144070536. doi:10.1300/J367v03n01_05. "Yet Jordan and Nick represent a segment of transgender communities that have largely been overlooked in transgender and student development research – individuals who express a non-binary construction of gender[.]"
9. ↑  Susan Stryker, Stephen Whittle, The Transgender Studies Reader (ISBN 1-135-39884-4), page 666: "The authors note that, increasingly, in social science literature, the term "third gender" is being replaced by or conflated with the newer term "transgender."
10. ↑  Joan C. Chrisler, Donald R. McCreary, Handbook of Gender Research in Psychology, volume 1 (2010, ISBN 1-4419-1465-X), page 486: "Transgender is a broad term characterized by a challenge of traditional gender roles and gender identity[. ...] For example, some cultures classify transgender individuals as a third gender, thereby treating this phenomenon as normative."
11. ↑  Reisner, Sari L; Conron, Kerith; Scout, Nfn; Mimiaga, Matthew J; Haneuse, Sebastien; Austin, S. Bryn. . LGBT Health. 2014, 1 (2): 98–106. PMID 26789619. doi:10.1089/lgbt.2013.0018. Transgender was defined broadly to cover those who transition from one gender to another as well as those who may not choose to socially, medically, or legally fully transition, including cross-dressers, people who consider themselves to be genderqueer, androgynous, and…
12. ↑  . Encyclopædia Britannica.   [2022-06-14]. （原始内容存档于2022-06-14） （英语）.
13. 1 2 3  Goldberg, Michelle (4 August 2014). "What Is a Woman?" （页面存档备份，存于）. The New Yorker. Retrieved 20 November 2015.
14. ↑  . American Psychological Association.   [August 10, 2013]. （原始内容存档于2013-08-08）.
15. ↑   (PDF). United Nations Office of the High Commissioner for Human Rights. 2015  [March 28, 2016]. （原始内容存档 (PDF)于2016-03-04）.
16. ↑  . www.merriam-webster.com.   [2019-03-26]. （原始内容存档于2019-03-26） （英语）.
17. ↑   (PDF) (报告). gov.uk. 3 July 2018  [29 May 2022]. ISBN 9781786556738. （原始内容存档 (PDF)于8 April 2022）.
18. ↑  Easton, Rob. . CBC.ca. 27 April 2022  [29 May 2022]. （原始内容存档于27 April 2022）.
19. ↑  M.H. . The Economist. Sep 1, 2017  [2022-05-22]. （原始内容存档于2018-03-22）.
20. ↑  . World Population Review.   [2022-05-22]. （原始内容存档于2022-05-22）.
21. ↑  . Division of Prevention Science.   [2022-05-22]. （原始内容存档于2022-05-13）.
22. 1 2  Kozee, H. B.; Tylka, T. L.; Bauerband, L. A. . Psychology of Women Quarterly. 2012, 36 (2): 179–196  [2020-02-23]. S2CID 10564167. doi:10.1177/0361684312442161. （原始内容存档于2021-03-05）.
23. 1 2  Victoria Maizes, Integrative Women's Health (2015, ISBN 0190214805), page 745: "Many transgender people experience gender dysphoria—distress that results from the discordance of biological sex and experienced gender (American Psychiatric Association, 2013). Treatment for gender dysphoria, considered to be highly effective, includes physical, medical, and/or surgical treatments [...] some [transgender people] may not choose to transition at all."
24. ↑  . National Center for Transgender Equality. 1 May 2009  [20 April 2016]. （原始内容存档于2016-04-22）.
25. ↑  Lombardi, Emilia L.; Anne Wilchins, Riki; Priesing, Dana; Malouf, Diana. . Journal of Homosexuality. October 2008, 42 (1): 89–101. PMID 11991568. S2CID 34886642. doi:10.1300/J082v42n01_05.
26. 1 2 3  Gay and Lesbian Alliance Against Defamation. "Groundbreaking Report Reflects Persistent Discrimination Against Transgender Community" （页面存档备份，存于）, GLAAD, USA, February 4, 2011. Retrieved 2011-02-24.
27. ↑  Bradford, Judith; Reisner, Sari L.; Honnold, Julie A.; Xavier, Jessica. . American Journal of Public Health. 2013, 103 (10): 1820–1829. PMC 3780721 . PMID 23153142. doi:10.2105/AJPH.2012.300796.
28. 1 2  Whittle, Stephen. "Respect and Equality: Transsexual and Transgender Rights." Routledge-Cavendish, 2002.
29. ↑  Oliven, John F. . The American Journal of the Medical Sciences. 1965, 250 (2): 235. doi:10.1097/00000441-196508000-00054.
30. ↑  Oliven, John F. . 1965: 514. Where the compulsive urge reaches beyond female vestments, and becomes an urge for gender ("sex") change, transvestism becomes "transsexualism." The term is misleading; actually, "transgenderism" is what is meant, because sexuality is not a major factor in primary transvestism. Psychologically, the transsexual often differs from the simple cross-dresser; he is conscious at all times of a strong desire to be a woman, and the urge can be truly consuming.
31. ↑  Rawson, K. J.; Williams, Cristan. . Present Tense: A Journal of Rhetoric in Society. 2014, 3 (2)  [2017-05-18]. （原始内容存档于2017-05-15）.
32. 1 2  Elkins, Richard; King, Dave. . Sage. 2006: 13–14. ISBN 978-0-7619-7163-4. （原始内容存档于2015-09-26）.
33. ↑  Stryker, S. (2004), "... lived full-time in a social role not typically associated with their natal sex, but who did not resort to genital surgery as a means of supporting their gender presentation ..." in Transgender （页面存档备份，存于） from the GLBTQ: an encyclopedia of gay, lesbian, bisexual, transgender and queer culture. Retrieved 2007-04-10.
34. ↑  The Radio Times (1979: 2 June)
35. ↑  Peo, TV-TS Tapestry Board of Advisors, Roger E. . The TV-TS Tapestry (2). 1984  [2012-05-28]. （原始内容存档于2012-04-07）.
36. ↑  . organizational pamphlet. ICTLEP/. 1992  [2012-05-28]. （原始内容存档于2012-03-30）. Transgendered persons include transsexuals, transgenderists, and other crossdressers of both sexes, transitioning in either direction (male to female or female to male), of any sexual orientation, and of all races, creeds, religions, ages, and degrees of physical impediment.
37. ↑  Stryker, Susan. "Transgender History, Homonormativity, and Disciplinarity". Radical History Review, Vol. 2008, No. 100. (Winter 2008), pp. 145–157
38. ↑  Glicksman, Eve. . Vol 44, No. 4: American Psychological Association: 39. April 2013  [2013-09-17]. （原始内容存档于2013-09-25）. Use whatever name and gender pronoun the person prefers
39. ↑  Sponsored by the American Medical Association and The Fenway Health with unrestricted support from Fenway Health and Pfizer.  (PowerPoint Presentation). The Fenway Institute: 24.   [2013-09-17]. （原始内容存档于2013-10-20）. Use the pronoun that matches the person's gender identity
40. 1 2  Gay and Lesbian Alliance Against Defamation. "GLAAD's Transgender Resource Page" （页面存档备份，存于）, "GLAAD", USA. Retrieved 2011-02-24. "Problematic: "transgendered". Preferred: transgender. The adjective transgender should never have an extraneous "-ed" tacked onto the end. An "-ed" suffix adds unnecessary length to the word and can cause tense confusion and grammatical errors. It also brings transgender into alignment with lesbian, gay, and bisexual. You would not say that Elton John is "gayed" or Ellen DeGeneres is "lesbianed," therefore you would not say Chaz Bono is "transgendered."
41. ↑  .   [2017-11-28]. （原始内容存档于2016-01-25）.
42. ↑  Guardian and Observer style guide （页面存档备份，存于）: use transgender [...] only as an adjective: transgender person, trans person; never "transgendered person" or "a transgender"
43. ↑  Martin, Katherine. . Oxford English Dictionary. Oxford University Press.   [2015-08-02]. （原始内容存档于2015-08-14）.
44. ↑  .   [2024-09-22]. （原始内容存档于2022-06-10）. 已忽略文本“Oxford Advanced Learner's Dictionary at OxfordLearnersDictionaries.com” (帮助)
45. ↑  . www.chinacourt.org.   [2024-09-23]. （原始内容存档于2024-12-01）.
46. ↑  Transgender Rights (2006, ISBN 0-8166-4312-1), edited by Paisley Currah, Richard M. Juang, Shannon Minter
47. ↑  A. C. Alegria, Transgender identity and health care: Implications for psychosocial and physical evaluation, in the Journal of the American Academy of Nurse Practitioners, volume 23, issue 4 (2011), pages 175–182: "Transgender, Umbrella term for persons who do not conform to gender norms in their identity and/or behavior (Meyerowitz, 2002). Transsexual, Subset of transgenderism; persons who feel discordance between natal sex and identity (Meyerowitz, 2002)."
48. ↑  For example, Virginia Prince used transgender to distinguish cross-dressers from transsexual people (. glbtq.com.   [2017-11-28]. （原始内容存档于2015-02-11）.), writing in Men Who Choose to Be Women (in Sexology, February 1969) that "I, at least, know the difference between sex and gender and have simply elected to change the latter and not the former."
49. ↑  . medilexicon.com.   [2017-11-28]. （原始内容存档于2014-02-22）.: defines sex as a biological or physiological quality, while gender is a (psychological) "category to which an individual is assigned by self or others...".
50. ↑   (PDF).   [2017-11-28]. （原始内容存档 (PDF)于2014-02-21）.
51. ↑  A Swenson, Medical Care of the Transgender Patient, in Family Medicine (2014): "While some transsexual people still prefer to use the term to describe themselves, many transgender people prefer the term transgender to transsexual."
52. ↑  .   [2013-12-27]. （原始内容存档于2012-06-03）.
53. ↑  Parker, Jerry. . Newsday/Winnipeg Free Press. 1979-10-18  [2012-05-28]. （原始内容存档于2012-04-25）. If you understand trans-genders," she says, (the word she prefers to transsexuals), "then you understand that gender doesn’t have to do with bed partners, it has to do with identity.
54. ↑  . Appeal-Democrat/Associate Press. 1982-05-11: A–10  [2012-05-28]. （原始内容存档于2012-04-12）. she describes people who have had such operations’ "transgender" rather than transsexual. "Sexuality is who you sleep with, but gender is who you are," she explained
55. 1 2   (PDF). January 2010  [2013-12-27]. （原始内容 (PDF)存档于2013-10-19）.
56. 1 2  Valentine, David. Imagining Transgender: An Ethnography of a Category, Duke University, 2007
57. 1 2  Stryker, Susan. Introduction. In Stryker and S. Whittle (Eds.), The Transgender Studies Reader, New York: Routledge, 2006. 1–17
58. ↑  Kelley Winters, "Gender Madness in American Psychiatry, essays from the struggle for dignity, 2008, p. 198. "Some Transsexual individuals also identify with the broader transgender community; others do not."
59. ↑  Boyd, Hellen. . enGender.   [2012-06-28]. （原始内容存档于2012-07-22）. the only part of the gender binary we *necessarily* challenge is the notion that people are always assigned to the right side of the binary at birth, and don’t need sympathy or help if the assignment goes wrong.
60. 1 2  Benjamin, H. (1966). The transsexual phenomenon. New York: Julian Press, page 23.
61. ↑  Conway, Lynn. . 2003  [2017-11-29]. （原始内容存档于2015-12-19）.
62. ↑  Schoenberg, Nara. . CHICAGO TRIBUNE. 2001-11-19  [2017-11-29]. （原始内容存档于2001-11-20）.
63. ↑  Amy McCrea, Under the Transgender Umbrella: Improving ENDA's Protections, in the Georgetown Journal of Gender and the Law (2013): "This article will begin by providing a background on transgender people, highlighting the experience of a subset of non-binary individuals, bigender people, ..."
64. ↑  Wilchins, Riki Anne (2002) 'It's Your Gender, Stupid’, pp.23–32 in Joan Nestle, Clare Howell and Riki Wilchins (eds.) Genderqueer: Voices from Beyond the Sexual Binary. Los Angeles:Alyson Publications, 2002.
65. ↑  Nestle, J. (2002) "...pluralistic challenges to the male/female, woman/man, gay/straight, butch/femme constructions and identities..." from Genders on My Mind, pp.3–10 in Genderqueer: Voices from Beyond the Sexual Binary, edited by Joan Nestle, Clare Howell and Riki Wilchins, published by Los Angeles:Alyson Publications, 2002:9. Retrieved 2007-04-07.
66. ↑  Lindqvist, Anna. . Psychology & Sexuality. 18 Feb 2020: 1–13. doi:10.1080/19419899.2020.1729844 .
67. ↑  . .   [2017-11-29]. （原始内容存档于2008-04-13）.
68. ↑  .   [2020-07-10]. （原始内容存档于2019-04-30）.
69. ↑  .   [2020-07-10]. （原始内容存档于2021-07-25）.
70. ↑  E. D. Hirsch, Jr., E.D., Kett, J.F., Trefil, J. (2002) "Transvestite: Someone who dresses in the clothes usually worn by the opposite sex." in Definition of the word "transvestite" （页面存档备份，存于） from The New Dictionary of Cultural Literacy, Third Edition （页面存档备份，存于）. Retrieved 2007-08-13.
71. ↑  various (2006) "trans·ves·tite... (plural trans·ves·tites), noun. Definition: somebody who dresses like opposite sex:" in Definition of the word "transvestite" （页面存档备份，存于） from the Encarta World English Dictionary (North American Edition) （页面存档备份，存于）. Retrieved 2007-08-13.
72. ↑  Raj, R (2002) "transvestite (TV): n. Synonym: crossdresser (CD):" in Towards a Transpositive Therapeutic Model: Developing Clinical Sensitivity and Cultural Competence in the Effective Support of Transsexual and Transgendered Clientsfrom the International Journal of Transgenderism 6,2. Retrieved 2007-08-13. （页面存档备份，存于）
73. 1 2  Hall, B. et al. (2007) "...Many say this term (crossdresser) is preferable to transvestite, which means the same thing..." and "...transvestite (TV) – same as cross-dresser. Most feel cross-dresser is the preferred term..." in Discussion Paper: Toward a Commission Policy on Gender Identity （页面存档备份，存于） from the Ontario Human Rights Commission （页面存档备份，存于）. Retrieved 2007-08-13.
74. ↑  Green, E., Peterson, E.N. (2006) "...The preferred term is 'cross-dresser', but the term 'transvestite' is still used in a positive sense in England..." in LGBTTSQI Terminology  （页面存档备份，存于） from Trans-Academics.org （页面存档备份，存于）. Retrieved 2007-08-13.
75. ↑  Gilbert, Michael A. . International Journal of Transgenderism. 2000  [December 16, 2015]. （原始内容存档于2016-01-26）.
76. ↑  Gilbert, Michael ‘Miqqi Alicia’ (2000) "The Transgendered Philosopher" in Special Issue on What is Transgender? （页面存档备份，存于） from The International Journal of Transgenderism, Special Issue July 2000 （页面存档备份，存于）. Retrieved 2007-10-09.
77. ↑  Docter, Richard F.; Prince, Virginia. . Archives of Sexual Behavior. 1997, 26 (6): 589–605. PMID 9415796. S2CID 43816859. doi:10.1023/a:1024572209266.
78. ↑  . National Center For Transgender Equality. National Center For Transgender Equality. 28 April 2017  [3 September 2020]. （原始内容存档于2018-03-10）.
79. ↑  . HuffPost. 2019-11-12  [2020-06-03]. （原始内容存档于2021-03-08） （英语）.
80. ↑  . HowStuffWorks. 2012-11-12  [2020-06-03]. （原始内容存档于2021-02-25） （英语）.
81. ↑  Answers to Your Questions About Transgender Individuals and Gender Identity （页面存档备份，存于） report from the website of the American Psychological Association - "What is the relationship between transgender and sexual orientation?"
82. ↑  Tobin, H.J. (2003) "...It has become more and more clear that trans people come in more or less the same variety of sexual orientations as non-trans people..." Sexual Orientation from Sexuality in Transsexual and Transgender Individuals.
83. ↑  Blanchard, R. (1989) The classification and labeling of nonhomosexual gender dysphorias[永久] from Archives of Sexual Behavior, Volume 18, Number 4, August 1989. Retrieved via SpringerLink （页面存档备份，存于） on 2007-04-06.
84. ↑  APA task force (1994) "...For sexually mature individuals, the following specifiers may be noted based on the individual's sexual orientation: Sexually Attracted to Males, Sexually Attracted to Females, Sexually Attracted to Both, and Sexually Attracted to Neither..." in DSM-IV: Sections 302.6 and 302.85 （页面存档备份，存于） published by the American Psychiatric Association. Retrieved via Mental Health Matters （页面存档备份，存于） on 2007-04-06.
85. ↑  Goethals, S.C. and Schwiebert, V.L. (2005) "...counselors to rethink their assumptions regarding gender, sexuality and sexual orientation. In addition, they supported counselors' need to adopt a transpositive disposition to counseling and to actively advocate for transgendered persons..." Counseling as a Critique of Gender: On the Ethics of Counseling Transgendered Clients[永久] from the International Journal for the Advancement of Counselling, Vol. 27, No. 3, September 2005. Retrieved via SpringerLink （页面存档备份，存于） on 2007-04-06.
86. ↑  Retro Report. . Retro Report. Retro Report.   [2015-07-15]. （原始内容存档于2015-07-10）.
87. 1 2 3  Brown, M.L. & Rounsley, C.A. (1996) True Selves: Understanding Transsexualism – For Families, Friends, Coworkers, and Helping Professionals Jossey-Bass: San Francisco ISBN 0-7879-6702-5
88. ↑  . www.loc.gov. Atwill, Nicole. 2010-02-17  [2017-10-18]. （原始内容存档于2017-05-11） （英语）.
89. ↑  Garloch, Karen. . Charlotte Observer. 2016-05-09  [2016-12-18]. （原始内容存档于2016-12-20）.
90. ↑  Answers to Your Questions About Transgender Individuals and Gender Identity （页面存档备份，存于） report from the website of the American Psychological Association - "Is being transgender a mental disorder?"
91. ↑  Carroll, L.; Gilroy, P.J.; Ryan, J. . Counselor Education and Supervision. 2002, 41 (3): 233–242. doi:10.1002/j.1556-6978.2002.tb01286.x.
92. 1 2 3 4 5  Benson, Kristen E. . Journal of Feminist Family Therapy. 2013, 25 (1): 17–40  [2017-12-02]. doi:10.1080/08952833.2013.755081. （原始内容存档于2021-03-08）.
93. ↑   (PDF). The World Professional Association for Transgender Health.   [2014-11-30]. （原始内容 (PDF)存档于2012-03-03）.
94. ↑  Shute, Joe. . National Post. Postmedia. 2017-10-02  [2017-10-02]. Dr. Miroslav Djordjevic says more people, particularly transgender women over 30, are asking for reversal surgery, yet their regrets remain taboo.
95. ↑  Hanssmann, C.; Morrison, D.; Russian, E. . Sexuality Research and Social Policy. 2008, 5: 5–23. doi:10.1525/srsp.2008.5.1.5.
96. ↑  .   [2017-12-02]. （原始内容存档于2008-09-27）.
97. ↑  .   [2017-12-02]. （原始内容存档于2008-09-06）.
98. ↑  eZ systems. . ilga.org.   [2017-12-02]. （原始内容存档于2013-09-10）.
99. ↑   [Transsexualism is no longer a mental illness in France]. Le Monde.fr. 2010-12-02  [2017-12-02]. （原始内容存档于2010-02-13） （法语）.
100. ↑  Haas, Ann P.; Rodgers, Philip L.; Herman, Jody L.  (PDF). American Foundation for Suicide Prevention and the Williams Institute on Sexual Orientation and Gender Identity Law and Public Policy. January 2014: 2–3, 11  [2017-10-09]. （原始内容存档 (PDF)于2017-10-08）.
101. ↑  Pfäfflin F., Junge A. (1998) "...This critique for the use of the term sex change in connection to sex reassignment surgery stems from the concern about the patient, to take the patient seriously...." in Sex Reassignment: Thirty Years of International Follow-Up Studies: A Comprehensive Review, 1961–1991 from the Electronic Book Collection of the International Journal of Transgenderism. Retrieved 2007-09-06.
102. ↑  APA task force (1994) "...preoccupation with getting rid of primary and secondary sex characteristics..." in DSM-IV: Sections 302.6 and 302.85 （页面存档备份，存于） published by the American Psychiatric Association. Retrieved via Mental Health Matters （页面存档备份，存于） on 2007-04-06.
103. ↑  Committee on Health Care for Underserved Women. . Obstetrics and Gynecology. American Committee for Obstetrics and Gynecology: 1454–1458. December 2011  [2017-06-18]. PMID 22105293. （原始内容存档于2014-12-16）. 参数|journal=与模板{{cite web}}不匹配（建议改用{{cite journal}}或|website=） (帮助); |volume=被忽略 (帮助)
104. ↑  Cecilia Dhejne, Paul Lichtenstein, Marcus Boman, Anna L. V. Johansson, Niklas Långström, Mikael Landén. .   [2019-07-26]. （原始内容存档于2019-06-26）. Our findings suggest that sex reassignment, although alleviating gender dysphoria, may not suffice as treatment for transsexualism, and should inspire improved psychiatric and somatic care after sex reassignment for this patient group.
105. ↑   (PDF). National Center for Transgender Equality.   [2016-03-06]. （原始内容存档 (PDF)于2016-12-09）.
106. ↑  Jones, BA; Arcelus, Jon;  et al. . Sports Med. 2017, 47 (4): 701–16. PMC 5357259 . PMID 27699698. doi:10.1007/s40279-016-0621-y.
107. ↑  讀者投書. . The News Lens 關鍵評論網. 2021-08-10  [2023-05-10]. （原始内容存档于2022-12-02） （中文（臺灣））.
108. ↑  . 英國醫學期刊.   [2022-11-08]. （原始内容存档于2022-11-25）.
109. ↑  Avery, Dan. . www.nbcnews.com.   [2023-05-10]. （原始内容存档于2023-10-07） （英语）.
110. 1 2 3  Hamilton, Blair; Brown, Andrew; Montagner-Moraes, Stephanie; Comeras-Chueca, Cristina; Bush, Peter G.; Guppy, Fergus M.; Pitsiladis, Yannis P. . British Journal of Sports Medicine. 2024-06-01, 58 (11)  [2024-09-16]. ISSN 0306-3674. PMID 38599680. doi:10.1136/bjsports-2023-108029. （原始内容存档于2024-12-02） （英语）.
111. ↑  . The Guardian.   [2025-04-15].
112. ↑  .   [2017-03-27]. （原始内容存档于2017-03-28）.
113. ↑  . Newtalk新聞. 2021-12-09  [2022-12-25]. （原始内容存档于2022-07-14）.
114. 1 2  .   [2023-09-11]. （原始内容存档于2023-05-10）.
115. ↑  . 關鍵評論網. 2022-03-22  [2022-12-25]. （原始内容存档于2022-12-25）.
116. ↑  Reka Gyorgy. . Swimming World Magazine. 2022-03-20  [2022-12-25]. （原始内容存档于2023-06-05）.
117. ↑  . 公視. 2022-06-20  [2022-12-25]. （原始内容存档于2022-12-25）.
118. ↑  . Swimming World News. 2022-04-05  [2023-05-10]. （原始内容存档于2022-03-24） （美国英语）.
119. 1 2 3 4  . The Independent. 2022-05-31  [2023-05-10]. （原始内容存档于2023-09-26） （英语）.
120. ↑  . Swimming World News. 2021-12-25  [2023-05-10]. （原始内容存档于2023-01-14） （美国英语）.
121. ↑  Zeigler, Cyd. . Outsports. 2022-01-06  [2023-05-10]. （原始内容存档于2023-09-07） （英语）.
122. ↑  Hines, Sally. . Bristol: Policy Press. 2007: 85–101. ISBN 1861349165.
123. ↑  Grady, Constance (20 June 2018). "The waves of feminism, and why people keep fighting over them, explained". Vox. Archived from the original on 5 April 2019. Retrieved 26 April 2019.
124. ↑  吳馨恩（壞情感）. . The News Lens 關鍵評論網. 2018-02-06  [2018-05-10]. （原始内容存档于2018-05-10） （中文（臺灣））.
125. ↑  Raymond, Janice (1994). The Transsexual Empire (2nd ed.). Teachers College Press. ISBN 9780807762721.
126. ↑  Heyman, G. D.; Giles, J. W. (2006). "Gender and Psychological Essentialism" （页面存档备份，存于）. Enfance; Psychologie, Pedagogie, Neuropsychiatrie, Sociologie. 58 (3): 293–310. doi:10.3917/enf.583.0293. PMC 3082140. PMID 21528097.
127. ↑  Flaherty, Colleen (29 August 2018). "'TERF' War". Inside Higher Ed. Archived from the original on 7 April 2019. Retrieved 12 April 2019.
128. ↑  Smythe, Viv. I'm credited with having coined the word 'Terf'. Here's how it happened. The Guardian. 28 November 2018 [13 April 2019]. （原始内容存档于2020-01-25）. Due to a short series of blogposts from 2008, I have retrospectively been credited as the coiner of the acronym "Terf" (Trans Exclusionary Radical Feminists) ... a shorthand to describe one cohort of feminists who self-identify as radical and are unwilling to recognise trans women as sisters, unlike those of us who do.
129. ↑  Miller, Edie (5 November 2018). "Why Is British Media So Transphobic?". The Outline. Archived from the original on 19 October 2019. Retrieved 3 May 2019. The truth is, while the British conservative right would almost certainly be more than happy to whip up a frenzy of transphobia, they simply haven't needed to, because some sections of the left over here are doing their hate-peddling for them. The most vocal source of this hatred has emerged, sadly, from within circles of radical feminists. British feminism has an increasingly notorious TERF problem.
130. ↑  Dalbey, Alex (12 August 2018). "TERF wars: Why trans-exclusionary radical feminists have no place in feminism". Daily Dot. Archived from the original on 28 January 2019. Retrieved 27 January 2019.
131. ↑  Dastagir, Alia (16 March 2017). "A feminist glossary because we didn't all major in gender studies". USA Today. Archived from the original on 20 July 2019. Retrieved 24 April 2019. TERF: The acronym for 'trans exclusionary radical feminists,' referring to feminists who are transphobic.
132. ↑  Lewis, Sophie (7 February 2019). "Opinion | How British Feminism Became Anti-Trans". The New York Times. ISSN 0362-4331. Archived from the original on 15 November 2019. Retrieved 5 May 2019.
133. ↑  "SNP MP criticised for calling trans campaigners at Edinburgh Pride 'misogynistic'". indy100. 24 June 2019. Archived from the original on 14 November 2019. Retrieved 26 June 2019.
134. ↑  Bollinger, Alex (19 December 2018). "Famous lesbian site taken over by anti-trans 'feminists'. Now lesbian media is standing up". www.lgbtqnation.com. Archived from the original on 5 June 2019. Retrieved 5 June 2019.
135. ↑  Judith Butler (1990). Gender Trouble. New York: Routledge.
136. ↑  Judith Butler (1993). Bodies That Matter. New York: Routledge.
137. ↑  Serano, Julia. Whipping Girl: a Transsexual Woman on Sexism and the Scapegoating of Femininity 2nd Edition. Berkeley, CA: Seal Press. 2016: 43-45
138. ↑  Serano, Julia. Whipping Girl: a Transsexual Woman on Sexism and the Scapegoating of Femininity 2nd Edition. Berkeley, CA: Seal Press. 2016: 48-49
139. ↑  Serano, Julia. Whipping Girl: a Transsexual Woman on Sexism and the Scapegoating of Femininity 2nd Edition. Berkeley, CA: Seal Press. 2016: 99–100 [2007]. ISBN 978-1-58005-622-9.
140. ↑  . on.cc東網.   [2018-05-13]. （原始内容存档于2018-10-05） （中文（香港））.
141. ↑  . 國際特赦組織香港分會 Amnesty International Hong Kong. 2016-03-21  [2021-08-23]. （原始内容存档于2017-07-17） （中文（繁體））.
142. ↑  朱韻斐. . 香港01. 2016-09-12  [2021-08-23]. （原始内容存档于2021-08-23） （中文（香港））.
143. ↑  甄梓鈴. . 香港01. 2017-05-17  [2021-08-23]. （原始内容存档于2021-08-23） （中文（香港））.
144. ↑  . 2018-08-05  [2022-11-14]. （原始内容存档于2022-11-13）.
145. ↑  . on.cc東網.   [2018-05-13]. （原始内容存档于2018-06-30） （中文（香港））.
146. ↑  . on.cc東網.   [2018-05-13]. （原始内容存档于2018-10-05） （中文（香港））.
147. ↑  梁雪怡. . 香港01. 2017-03-10  [2021-08-23]. （原始内容存档于2021-08-23） （中文（香港））.
148. 1 2 3  . 明光社. 2013-10-24  [2018-05-13]. （原始内容存档于2016-04-05） （中文（繁體））.
149. ↑  . taiwanfamily.com.   [2018-05-13]. （原始内容存档于2018-05-03） （中文（臺灣））.
150. 1 2  . 明光社. 2010-12-03  [2018-05-13]. （原始内容存档于2016-04-06） （中文（繁體））.
151. ↑  .   [2018-05-13]. （原始内容存档于2018-05-13） （中文（简体））.
152. 1 2  . 明光社. 2015-11-11  [2018-05-13]. （原始内容存档于2016-07-12） （中文（繁體））.
153. ↑  .   [2017-03-22]. （原始内容存档于2017-03-22）.
154. ↑  .   [2017-03-22]. （原始内容存档于2017-03-22）.
155. ↑  . 明光社. 2015-11-11  [2018-05-13]. （原始内容存档于2016-04-05） （中文（繁體））.
156. ↑  .   [2018-05-13]. （原始内容存档于2018-05-13） （中文（简体））.
157. ↑  .   [2018-05-13]. （原始内容存档于2018-05-13） （中文（简体））.
158. ↑  .   [2016-04-05]. （原始内容存档于2016-04-06）.
159. ↑  Currah, Paisley; M. Juang, Richard; Minter, Shannon Price (eds.). . Minnesota University Press. 2006: 51–73. ISBN 0-8166-4312-1.
160. ↑  Gay and Lesbian Alliance Against Defamation. "IN THE LIFE Follows LGBT Seniors as They Face Inequality in Healthcare" （页面存档备份，存于）, "GLAAD", USA, November 3, 2010. Retrieved 2011-02-24.
161. ↑  .   [2016-03-26]. （原始内容存档于2016-04-06）.
162. ↑  Gay and Lesbian Alliance Against Defamation. .   [2011-02-24]. （原始内容存档于2011-08-03）., "GLAAD", USA, February 4, 2011. Retrieved 2011-02-24.
163. ↑  Bolles, Alexandra. . GLAAD. 2012-06-04  [2015-12-16]. （原始内容存档于2015-12-28）.
164. 1 2  . Twitter.   [2023-05-10]. （原始内容存档于2022-05-23） （中文）. 外部链接存在于|title= (帮助)
165. ↑  Gay and Lesbian Alliance Against Defamation. "Sassafras Lowrey's Kicked Out Anthology Shares Stories of LGBTQ Youth Homelessness" （页面存档备份，存于）, "GLAAD", USA, February 25, 2010. Retrieved 2011-02-25.
166. ↑  . Human Rights Campaign.   [2010-12-05]. （原始内容存档于2011-01-03）.
167. ↑  Campaign, Human Rights. . Human Rights Campaign.   [2017-08-23]. （原始内容存档于2017-09-10） （英语）.
168. ↑  Marciano, A. . Journal of Computer Mediated Communication. 2014, 19 (4): 824–838. doi:10.1111/jcc4.12081.
169. ↑  药娘的天空，作者同意基于CC BY-NC-SA 4.0许可发布。